# Comuna de Trzebiechów
Trzebiechów (polaco: Gmina Trzebiechów) é uma gminy (comuna) na Polónia, na voivodia da Lubúsquia e no condado de Zielonogórski. A sede do condado é a cidade de Trzebiechów.
De acordo com os censos de 2004, a comuna tem 3268 habitantes, com uma densidade 40,4 hab/km².

## Área
Estende-se por uma área de 80,99 km², incluindo:
- área agrícola: 60%
- área florestal: 25%

## Demografia
Dados de 30 de Junho 2004:
|                      | Total   | Total | Mulheres | Mulheres | Homens  | Homens |
| -------------------- | ------- | ----- | -------- | -------- | ------- | ------ |
|                      | pessoas | %     | pessoas  | %        | pessoas | %      |
| População            | 3268    | 100   | 1621     | 49,6     | 1647    | 50,4   |
| Densidade (pop./km²) | 40,4    | 100   | 20       | 20       | 20,3    | 20,3   |

De acordo com dados de 2002, o rendimento médio per capita ascendia a 1346,36 zł.

## Subdivisões
- Borek, Gębice, Głuchów, Ledno-Głęboka, Mieszkowo, Ostrzyce, Radowice, Swarzynice, Trzebiechów.

## Comunas vizinhas
- Bojadła, Kargowa, Sulechów, Zabór, Zielona Góra